# Gerry Duffy
Gerry Duffy (Middlewich, 19 settembre 1934) è un ex calciatore inglese, di ruolo attaccante.

## Caratteristiche tecniche
Era un centravanti.

## Carriera
Dopo aver giocato nei semiprofessionisti del Middlewich nel 1956 si trasferisce all'Oldham Athletic, club della terza divisione inglese. Trascorre complessivamente tre stagioni con i Latics (dal 1956 al 1959), le prime due in terza divisione e la terza nel neonato campionato di quarta divisione, per un totale di 58 presenze e 21 reti in incontri di campionato (si tratta peraltro delle sue uniche presenze in carriera nei campionati della Football League). Si trasferisce quindi ai semiprofessionisti del Witton Albion, con i quali gioca per un triennio, fino al 1962.
Nella stagione 1962-1963 e nella stagione 1963-1964 gioca invece con i gallesi del Borough United, con i quali prima vince una Coppa del Galles e poi, di conseguenza, partecipa alla Coppa delle Coppe 1963-1964: in particolare, disputa tutte e 4 le partite a cui il club prende parte nella competizione, ovvero la vittoriosa doppia sfida con i maltesi dello Sliema Wanderers nel primo turno (durante il quale segna anche una delle 2 reti del complessivo 2-0 grazie al quale il club supera il turno) e la sconfitta (con un risultato aggregato di 4-0) contro i cecoslovacchi dello Slovan Bratislava negli ottavi di finale.

## Palmarès

### Club

#### Competizioni nazionali
- Coppa del Galles: 1

Borough United: 1962-1963

#### Competizioni regionali
- North Wales League: 1

Borough United: 1962-1963
- North Wales Coast Challenge Cup: 2

Borough United: 1962-1963, 1963-1964
- Cookson Cup: 1

Borough United: 1962-1963